# Shameer Mon
Shameer Mon Naseema Manzile (né le 20 octobre 1983 au Kerala) est un athlète indien, spécialiste du sprint.
Le 12 octobre 2010, lors des Jeux du Commonwealth de 2010, il remporte la médaille de bronze en battant le record national du relais 4 x 100 m, en 38 s 89 à New Delhi.